# Cape Vincent (hrabstwo Jefferson)
Cape Vincent – wieś w Stanach Zjednoczonych, w stanie Nowy Jork, w hrabstwie Jefferson.